# Torre Valentina
La Torre Valentina es una antigua torre de defensa costera, y un monumento protegido catalogado bien cultural de interés nacional del municipio de Calonge de la comarca catalana del Bajo Ampurdán. A principio de los años 1960 fue integrada en la urbanización homónima, que finalmente no fue diseñada por el arquitecto José Antonio Coderch. El proyecto de Coderch, pese a no ser construido, fue publicado en varias ocasiones debido a su extraordinaria calidad.

## Descripción
La torre cilíndrica se encuentra en la orilla del mar al sur de la playa de San Antonio, coronada por las almenas, en buen estado de conservación. Para acceder, se tenía que hacer con una escala, ya que la torre no tiene ni puerta ni escaleras interiores. Quitada la carra que está orientada al mar, se encuentra rodeada de construcciones de la segunda mitad del siglo XX.

## Historia
Situada junto al mar, esta torre se levantó con el objetivo de vigilar cualquier ataque de los piratas. Con la torre Pareres al noreste de la bahía -desaparecida- se encontraba en primera línea de defensa para cubrir ambas un ancho horizonte marítimo, donde había más probalidades de invasión. Junto con las torres de tierra adentro: la del Bedós, Castellbarri, Lloreta, de la Cruz del Castellar, del Mal Uso y Roura , el valle de Calonge tenía una red completa para alertar a toda la población en caso de peligro.